# Monica Marcolini
Monica Marcolini (1965) è una politica italiana, presidente della Provincia di Gorizia dal 1993 al 1997.

## Biografia
Da giovane lavora come commessa in un negozio di cibo per animali di Gorizia, quando all'età di 28 anni la Lega Nord la candida alle elezioni provinciali del 1993 alla presidenza della provincia di Gorizia: al primo turno ottiene il 22,2% dei voti, poi vince il ballottaggio contro il candidato di DC e PSI, diventando la prima presidente della provincia goriziana eletta direttamente dai cittadini.
Alle seguenti elezioni provinciali del 1997 si ricandida alla presidenza per la Lega: ottiene il 15,5% dei voti e manca l'accesso al ballottaggio, viene comunque rieletta in consiglio provinciale.
Alcuni mesi dopo abbandona la Lega Nord, partito in cui poi rientra a fine 2007.